# Geolycosa gofensis
Geolycosa gofensis là một loài nhện trong họ Lycosidae.
Loài này thuộc chi Geolycosa. Geolycosa gofensis được Embrik Strand miêu tả năm 1906.